# Evansville, Illinois
Evansville là một làng thuộc quận Randolph, tiểu bang Illinois, Hoa Kỳ. Năm 2010, dân số của làng này là 701 người.

## Dân số
Dân số qua các năm:
- Năm 2000: 724 người.
- Năm 2010: 701 người.